# セネガル民主党
セネガル民主党（セネガルみんしゅとう、Parti Démocratique Sénégalais、略称：PDS）は、1974年に創設されたセネガルの政党。リベラル政党を自認しており、自由主義インターナショナルのメンバーである。
2001年4月29日の立法議会選挙で同党は政党連合「変革」（Coalition Sopi）の中核となった。得票率49.6％、120議席中89議席を得て圧勝し、少数政党と連立政権を組んだ。
同国大統領アブドゥライ・ワッドと首相マッキー・サルはもともと同党の出身であったが、2008年にサルが分離独立し共和国同盟を結成した。ワッドとサルは2012年の大統領選挙で激突し、サルが当選した。